# Mikan Marjanović
Mikan Marjanović, bosansko-srbski general, * 7. oktober 1920, † 25. januar 1989, Zagreb.

## Življenjepis
Leta 1941 je vstopil v NOVJ in naslednje leto v KPJ. Vojno je končal kot poveljnik 11. brigade.
Po vojni je končal VVA JLA in bil med drugim poveljnik divizije.